# Płeć heterogametyczna
Płeć heterogametyczna (płeć heterozygotyczna) – płeć determinowana przez różne chromosomy płci. U człowieka heterozygotyczna płeć męska determinowana jest przykładowo chromosomami X i Y. Natomiast kobiety mają w komórkach po 2 chromosomy X, będąc płcią homozygotyczną.
Natomiast u ptaków i niektórych gadów samce mają 2 chromosomy Z i to one stanowią płeć homozygotyczną, podczas gdy samice z jednym chromosomem Z i jednym W są płcią heterozygotyczną. Wśród owadów u motyli występują heterozygotyczne samice, zaś u Drosophila to samce są heterozygotyczne.
Występowanie płci heterozygotycznej może prowadzić do redukcji bądź zaniku rekombinacji mejotycznej pomiędzy chromosomami płciowymi, co u niektórych gatunków rozciąga się na autosomy. To ostatnie zjawisko nazywa się achiazmią. Przykładowo występuje ono u większości linii męskich Drosophila melanogaster, u których nie występuje w ogóle rekombinacja, pomimo że obserwuje się ją u samic.